# Пагоса Спринс (Колорадо)
Пагоса Спринс (енгл. Pagosa Springs) град је у америчкој савезној држави Колорадо.

## Демографија
По попису из 2010. године број становника је 1.727, што је 136 (8,5%) становника више него 2000. године.
| Група             | 2000.       | 2010.       |
| Белци             | 858 (53,9%) | 927 (53,7%) |
| Афроамериканци    | 8 (0,5%)    | 12 (0,7%)   |
| Азијати           | 4 (0,3%)    | 5 (0,3%)    |
| Хиспаноамериканци | 687 (43,2%) | 714 (41,3%) |
| Укупно            | 1.591       | 1.727       |